# Фабіан Цема (каштелян)
Фабіан Цема (*Fabian Czema,бл. 1575  —1636) — державний діяч, урядник Речі Посполитої.

## Життєпис
Походив зі спольщеного німецького шляхетського роду Цем власного гербу Цемен. Син Фабіана Цеми, мальборкського воєводи, та Катерини Регини Пісенської. Народився близько 1575 року. Виховувався у лютеранстві. Навчався в гімназії в Бреслау. Потім слухав лекції в університеті у Франкфурті-на-Одері. Слідом за цим здійснив освітню поїздку до Відня та Італії.
Поп поверненню стає королівським камергером. Одружився з представницею роду Лещинських. Під впливом своєї дружини 1600 року навернувся до кальвінізму. Надавав притулок чеським братам. За звитягу у війні зі Швецією отримав штумське староство. 1608 року купив маєток Повунден в Бранденбургу.
Його маєтності Ясна й Йорданкі стали центрами кальвінізму в Кашубії. 1620 року призначається підкоморієм мальборкським. У 1626 році стає каштеляном Хелміно. 1632 року стає депутатом сейму. Помер у 1636 році.

## Родина
Дружина — Катерина, донька Анджея Лещинського, воєводи бжесць-куявського
Діти:
- Рафал (помер дитиною)
- Анна, дружина Зигмунда Гульденштерна, гданського каштеляна